# Y-12 National Security Complex

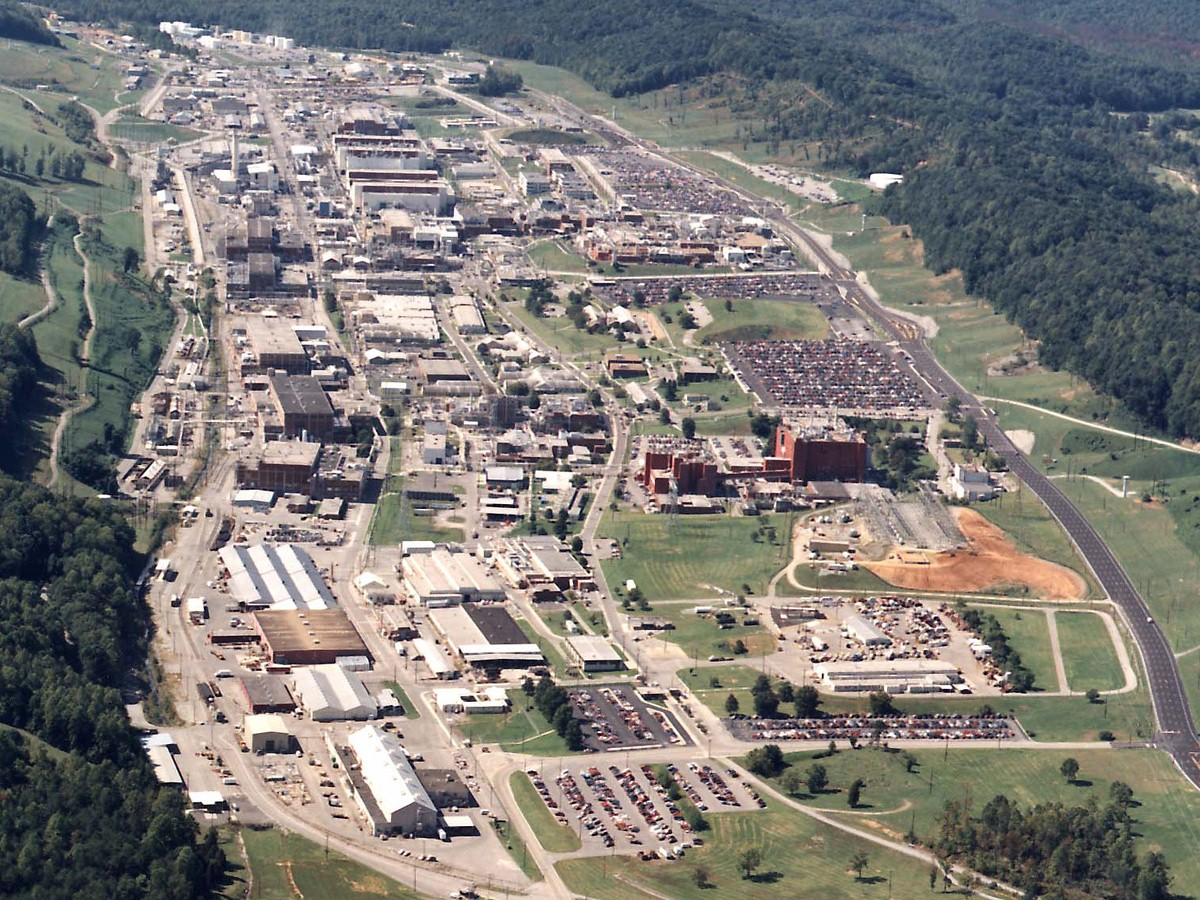
Y-12 från luften.

Y-12 National Security Complex är en amerikansk federal vapenanläggning tillhörande National Nuclear Security Administration som tillverkar bland annat komponenter till nukleära vapen. 
Anläggningen är placerad i Oak Ridge, Tennessee. Y-12 byggdes i november 1943 och var en del av Manhattanprojektet, där anläggningens syfte var att anrika uran till de första nukleära vapnen (Little Boy och Fat Man) som togs fram i och med projektet och användes för att få Japan att kapitulera i andra världskriget.